# درگیری جنسی میان‌لوکوس

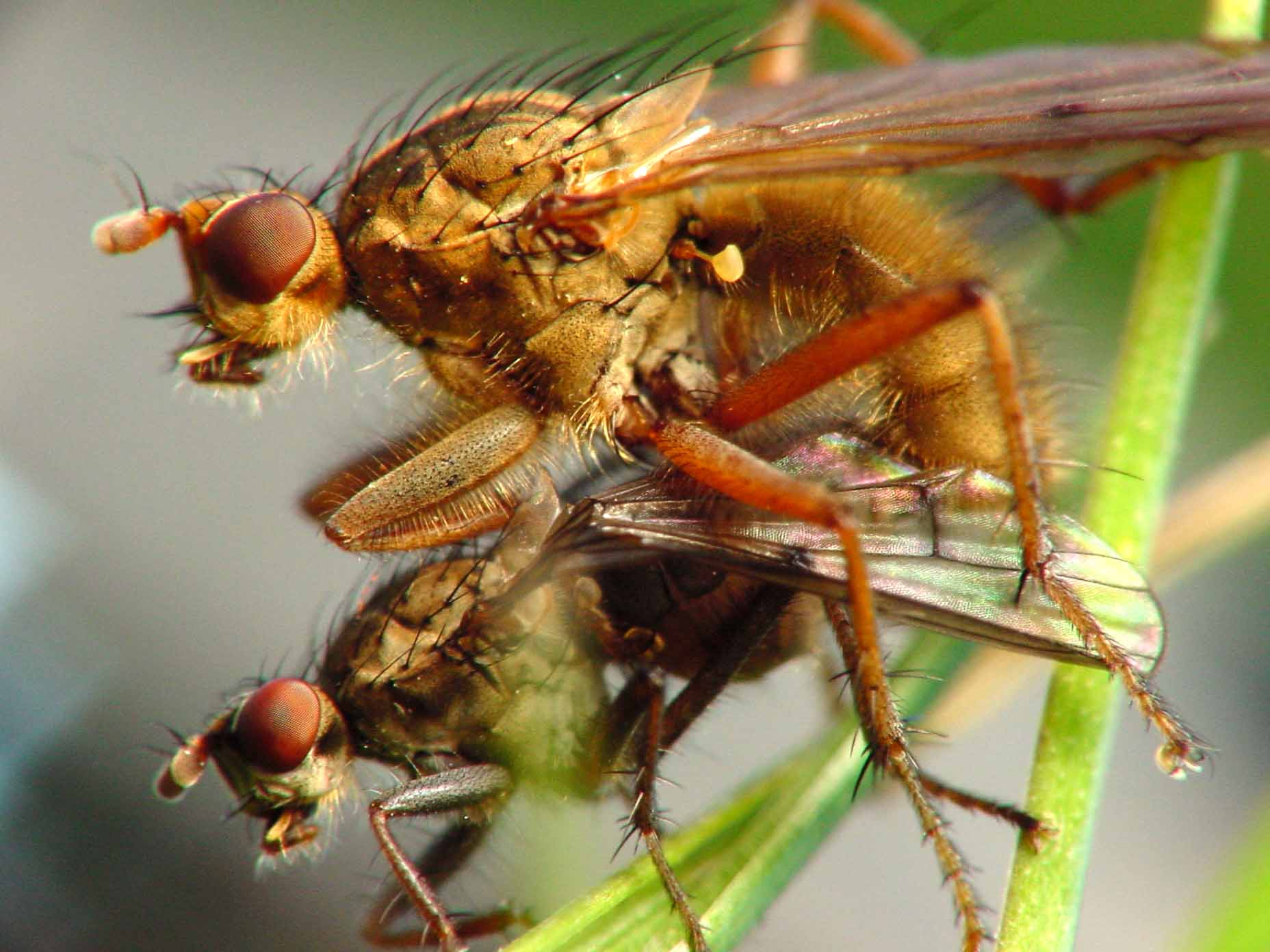
جفت‌گیری در Scathophaga stercoraria

درگیری جنسی میان‌لوکوس یا درگیری جنسی برون‌لوکوس (به انگلیسی: Interlocus sexual conflict) نوعی درگیری جنسی است که از طریق برهم‌کنش مجموعه‌ای از آلل‌های متضاد در دو یا چند مکان مختلف یا قرار گرفتن یک ژن روی کروموزوم در نر و ماده رخ می‌دهد و سبب انحراف هر یک یا هر دو جنسیت از بهینه برازش برای صفات است. یک مسابقه فرگشتی مشترک بین دو جنس برقرار می‌شود که در آن هر یک از جنس‌ها مجموعه‌ای از سازگاری‌های متضاد را ایجاد می‌کند که برای برازش جنس دیگر زیان‌بار است. پتانسیل موفقیت باروری در یک ارگانیسم تقویت می‌شود، در حالی که برازش جنس مخالف ضعیف می‌شود. درگیری جنسی میان‌لوکوس می‌تواند به دلیل جنبه‌هایی از برهم‌کنش‌های نر-ماده مانند فراوانی جفت‌گیری، لقاح، تلاش نسبی والدین، رفتار پیوند ماده و میزان تولیدمثل زن ایجاد شود.
از آنجایی که جنسیت‌ها اختلاف سرمایه‌گذاری چشمگیری را برای تولیدمثل نشان می‌دهند، درگیری جنسی میان‌لوکوس می‌تواند ایجاد شود. برای دستیابی به موفقیت باروری، یک عضو گونه ویژگی‌های تولیدمثلی را نشان می‌دهد که توانایی آنها را برای تولیدمثل افزایش می‌دهد، صرف نظر از اینکه آیا تناسب اندام جفتشان تأثیر منفی می‌گذارد یا خیر. اسپرم‌زایی توسط مردان به‌طور چشمگیری از نظر بیولوژیکی هزینه کمتری نسبت به تخمک‌زایی توسط زنان دارد و اسپرم در مقادیر بسیار بیشتری تولید می‌شود. در نتیجه، نرها انرژی بیشتری را برای تعداد دفعه جفت‌گیری سرمایه‌گذاری می‌کنند، در حالی که ماده‌ها انتخابگری بهتری با جفت‌ها دارند و انرژی خود را برای کیفیت فرزندان سرمایه‌گذاری می‌کنند.
درگیری جنسی میان‌لوکوس با درگیری جنسی درون‌لوکوس متفاوت است، نظریه مشابهی که در آن مجموعه‌ای از آلل‌های متضاد در هر دو جنس در یک مکان قرار دارند.